# Suhi Mlin
Suhi Mlin (narečno Sühi mlin, nemško Minihof-Liebau, madžarsko Liba, hrvaško Loveča) je trg in trška občina na Gradiščanskem, ki spada pod okraj Ženavci (Jennersdorf), v Avstriji. Kraj leži v trikotniku trideželnega krajinskega parka Raab-Örseg-Goričko. 

## Geografija
Občina leži na jugu Gradiščanskega v dolinah potoka Dobra (Doiberbach), Vratnega potoka (Gatterbach) in Mlingrabenskega potoka (Mühlgrabenbach). V kraju Suhi Mlin se ti potoki združijo in tečejo kot potok Dobra (Doiberbach) proti severovzhodu v reko Rabo. Najnižja točka občine leži na nadmorski višini 270 m nadmorske višine, najvišja pa na 400 m. 57% teritorija občine je poraščenega z gozdom, ena tretjina pa so kmetijska zemljišča.

### Sestava občine
Občinsko območje obsega naslednje tri kraje (v oklepaju število prebivalcev na dan 1. 1. 2021):
- Suhi Mlin (nem.: Minihof-Liebau) (madž: Liba)  (320) skupaj z Judovskim bregom (nem.:Judenberg), Kramerbergom in Theresienbergom
- Tunka (nem.: Tauka) (madž: Tóka) (301) skupaj s Pelzereckom, Petereckom, Winklom in Zotterbergom
- Slovenski Mlin  (nem.: Windisch-Minihof) (madž: Kistótlak) (444) skupaj s Potokom, Gamperlbergom, Loasleiten, Schmelzereckom, Schusterbergom, Schützengrabnom in Tomaževim bregom

| Nemško ime       | Madžarsko ime | Slovensko ime  |
| ---------------- | ------------- | -------------- |
| Minihof-Liebau   | Liba          | Suhi Mlin      |
| Tauka            | Tóka          | Tunka          |
| Windisch-Minihof | Kistótlak     | Slovenski Mlin |

### Sosednje občine
| Mlin-Grabno (Mühlgraben) Gradiščanska Avstrija | Sveti Martin (Sankt Martin an der Raab) Avstrija | Sveti Martin (Sankt Martin an der Raab) Avstrija |
|                                                |                                                  | Sveti Martin (Sankt Martin an der Raab) Avstrija |
| Dobra Avstrija                                 | Kuzma Slovenija                                  |                                                  |

## Zgodovina
Kraj je prvič omenjen v dokumentu, ki izvira iz leta 1157. Brata Wolfer in Hedrich Vildonska sta zgradila benediktinski samostan Gising. V ustanovni listini sta omenjena kraja Podgrad (Minihof) in Dobra Menhares (Neuhaus V listini iz leta 1387, ki potrjuje kraljevo podaritev Nikolaju Széchy-ju,  sta poimenovana kraja Liebau (Lyebehaza) in Minihof (Mohonycha).
Po rimskem cesarstvu in vdoru Hunov in Langobardov so območje občine naselili Slovani, vendar je bila ta poseljenost redka. Bili so sicer privrženci Avarov, ki so jim bili podvrženi vojaško in davčno. Širjenje Slovanov je še danes prepoznavno po številnih krajevnih imenih slovanskega izvora. Z zmagami Karla Velikega (791) in njegovega sina Pipina (796) nad Avari so Slovani pridobili svobodo in območje današnje Gradiščanske je bilo vključeno v frankovsko cesarstvo.
V 9. stoletju se je začelo pokristjanjevanje Slovanov s strani salzburške nadškofije. Obsežne donacije zemlje so povzročile živahno nemško kolonizacijo. Po porazu bavarske vojske pod poveljstvom mejnega grofa Luitpolda proti Madžarom pri Pressburgu (907) je Panonija postala izhodišče za številne napade nomadskega stepskega ljudstva Madžarov. Šele cesar Oton I. je leta 955 z zmago na Leškem polju pri Augsburgu ustavil to plenjenje. Ta poraz je prisilil Madžare, da so se umaknili v Panonsko nižino. Za zavarovanje vzhodne meje cesarstva je bila ustanovljena Vzhodna marka (Ostmark), ki je bila prenesena na Babenberžane kot mejne grofe. Po drugi polovici 10. stoletja so to mejno področje med Madžarsko kraljevino in Svetim rimskim cesarstvom poselili nemški priseljenci ali kolonisti. 
Brata Wolfer in Hedrich Vildonska sta dobila posesti v bližini Györa in na zahodni meji. Leta 1157 je Wolfer zgradil benediktinski samostan na gori "Quizum" ali "Kyscen" (Gising ali Güssing). V ustanovni listini tega samostana je i.a. imenovan tudi naslednji kraj: Podgrad - Dobra Menhares (Minihof ali Neuhaus). Kralj Béla III. (1172 - 1196) je kot protiutež gradnji Riegersburga in načrtnemu razvoju vzhodne Štajerske s strani gospostva Fürstenfelda umaknil Wolferjevega sina Henza iz benediktinskega samostana v Gisingu in ga razširil v trdnjavo. Za gospodarski razvoj obmejnega ozemlja je  kralj Béla III.  leta 1183 ustanovil Cistercijanski samostan Monošter. Za vzdrževanje tega novoustanovljenega samostana je dal nekdanje posestvo Gising ob Rabi in velik kos zemlje južno od njega (današnje Dobrsko gričevje). Z ustanovitvijo tega samostana je na naše območje prodrla tudi bavarsko-nemška kolonizacija, v katero so se vključila nekdanja slovenska oziroma madžarska naselja. Vendar cistercijani niso mogli zadržati samostanskega posesti pred vpadi štajerskih vitezov. Nekateri zgodovinarji celo sumijo, da so Gisingovci s Štajerci sklenili medsebojen dogovor, da bi dobili nazaj svoje nekdanje premoženje. Cerkvi naklonjen kralj Andrej II. (Belin sin) je sporno območje vrnil cistercijanskemu redu. V darilni listini iz leta 1213 je i.a. samostansko posestvo, imenovano »dežela Dobra« (terra de Dobra), »ki je bila nekaj let v stalnem ogrožanju odtrgana od samostana«. Cistercijani so se morali v spletkarskem sporu z grofi Gisingi leta 1266 odreči posesti Dobri, nakar je kralj Bela IV. verjetno dal zgraditi grad Dobro. Leta 1271 je grad zaupal v obrambo bratoma Nikolaju in Štefanu Geregyeu (bila sta fevdna viteza družine Gising). Najstarejši izvirni dokument, v katerem je omenjen grad Dobra, je iz 21. avgusta 1278.
Leta 1387 je kralj Sigismunda grad in gospostvo Dobra za 7200 zlatih dukatov podelil Nikolaju Széchy-ju in njegovim sinom Nikolaju, Franku in Petru. Zgodovina tega gospostva je tudi zgodovina občine Suhi Mlin. Szechy so bili grofovska družina, ki je živela na Goriškem na gradu Grad ali Gornje Lendave (Oberlimbach); Nikolaj Szechy je dosegel celo dostojanstvo palatina (cesarski upravitelj - namestnik madžarskega kralja).
Ta posest je ostala v lasti Széchyjevih do leta 1607. S poroko Eve Popel-Lobkowitz s Francem II. Batthyányjem je grad Dobra pripadel tej povzdigajoči se plemiški družini, ki je dvig pričela leta 1521 z darilom kralja Ludvika II. celotnega območje Gisinga. Eva Popel-Batthyany je bila vneta luteranka, zaradi česar je Grad Dobra postal zatočišče štajerskih protestantov do njene smrti leta 1640. 
V 16. stoletju so Turki razširili svojo oblast v Porabje. 1. avgusta 1664 je uspelo združeni vojski cesarskih čet, cesarskih čet, francoskih in drugih. (Grof Krištof Batthyany je sodeloval tudi kot poveljnik plačanega prostovoljnega korpusa), da je pod poveljstvom generala Raimunda Montecuccolija odločno premagati Turke pri Modincih (Mogersdorfu). Leta 1704 so na tem območju nad prebivalstvom strašno divjali Kruci. Tudi grad Dobro je zasedlo 300 Krucev. Invazija Kurucev je bila kmalu ustavljena in grad Dobra osvobojen. Med maščevalnimi akcijami Štajercev in zlasti Fürstenfelderjev proti zaveznikom Kurucev so bile tudi vasi okoli Dobre izropane in požgane.
"Poravnava" iz leta 1867 je monarhijo razdelila na dva dela: zahodno (Cislajtanija) in vzhodno (Translajtanija) polovico cesarstva. Za zahodno Madžarsko je to pomenilo opustitev nemščine.
Prva svetovna vojna je prinesla konec in razpad monarhije, pa tudi ločitev današnje Gradiščanske od Madžarske in njeno priključitev Avstriji.
Tako kot vsa Gradiščanska je kraj  torej do leta 1920/21 pripadal Madžarski (nemški Zahodni Madžarski). Od leta 1898 se je moral zaradi madžarizacijske politike vlade v Budimpešti uporabljati madžarski toponim Liba. Po koncu Prve svetovne vojne je bila po težkih pogajanjih nemška-zahodna Madžarska leta 1919 dodeljena Avstriji s Trianonsko mirovno pogodbo. Kraj je pripadel novoustanovljeni zvezni deželi  Gradiščanska od leta 1921 (glej tudi Zgodovina Gradiščanske). Suhi Mlin  (Minihof-Liebau) je trška občina od leta 1990. 
Še v 17. in 18. stoletju so v občini, še posebej številčneje v Slovenskem Mlinu, živeli Slovenci. Naselitev Slovencev je še danes prepoznavno po številnih krajevnih imenih slovenskega izvora.

## Kultura in znamenitosti
Leta 1937 so v hiši št. 119 v Slovenskem Mlinu (Windisch-Minihof) našli glineni lonec s 60 srebrniki iz obdobja med 1626 in 1703. Ta zaklad kovancev je razstavljen v Deželnem muzeju Gradiščanske, medtem ko so bile prejšnje najdbe kovancev iz Tunke izgubljene. Omembe vredne zgradbe so:
- Evangeličanska podružnična cerkev v Suhem Mlinu
- Katoliška Kapela Janeza Krstnika, Slovenski Mlin
- trije mlini: med njimi Joštov Mlin
- Krajinski park Raab-Örseg-Goričko